# Amandus
Amandus je slovenski zgodovinski dramski film iz leta 1966 v režiji Francija Štiglica. Temelji na noveli Ivana Tavčarja, scenarij je napisal Andrej Hieng. Dogajanje je postavljeno ob koncu 17. stoletja na Slovenskem v času protireformacije. Amandus je katoliški duhovnik, odločen, da bo preganjal tukajšnje protestante.

## Igralci
- Miha Baloh kot Luka
- Demeter Bitenc kot drugi oskrbnik konjev
- Franjo Blaž kot kmečki duhovnik
- Milan Brezigar kot četrti luteran
- Marjan Breznik
- Laci Cigoj kot klerik
- Jože Čuk
- Janez Eržen kot črnolasec
- Maks Furijan kot igralec na dude
- Niko Goršič kot iznakaženi moški
- Janko Hočevar kot grbavec
- Tone Homar kot bradati moški
- Minca Jeraj kot drugi berač
- Janez Jerman kot tretji luteran
- Pavle Kovič kot močni klerik
- Boris Kralj kot Amandus
- Sandi Krošl kot Jernej
- Tone Kuntner kot klerik
- Andrej Kurent kot upornik
- Vida Levstik kot visokorasla ženska
- Marjan Lombar
- Franc Markovčič
- Metod Mayr kot stari klerik
- Branko Miklavc kot šepavec
- Kristijan Muck kot Janez
- Franc Penko kot moški
- Duša Počkaj kot prva beračka
- Karel Pogorelec kot vitki moški
- Tonja Ponebšek kot devica
- Nace Res kot starec
- Jože Rozman kot drugi vojak
- Lojze Rozman
- Pero Škerl kot drugi luteran
- Vladimir Skrbinšek kot prvi luteran
- Tone Slodnjak kot Simon
- Zlatko Šugman kot sholar
- Slavko Švajger kot Prost
- Arnold Tovornik kot prvi vojak
- Dare Ulaga kot tretji oskrbnik konjev
- Gabrijel Vajt kot debeli moški
- Jure Vizjak kot paznik
- Janez Vrhovec kot prvi oskrbnik konjev
- Stevo Žigon kot Joannes
- Jože Zupan kot Matevž
- Anka Zupanc kot Katarina